# Sociedade Geológica de Londres

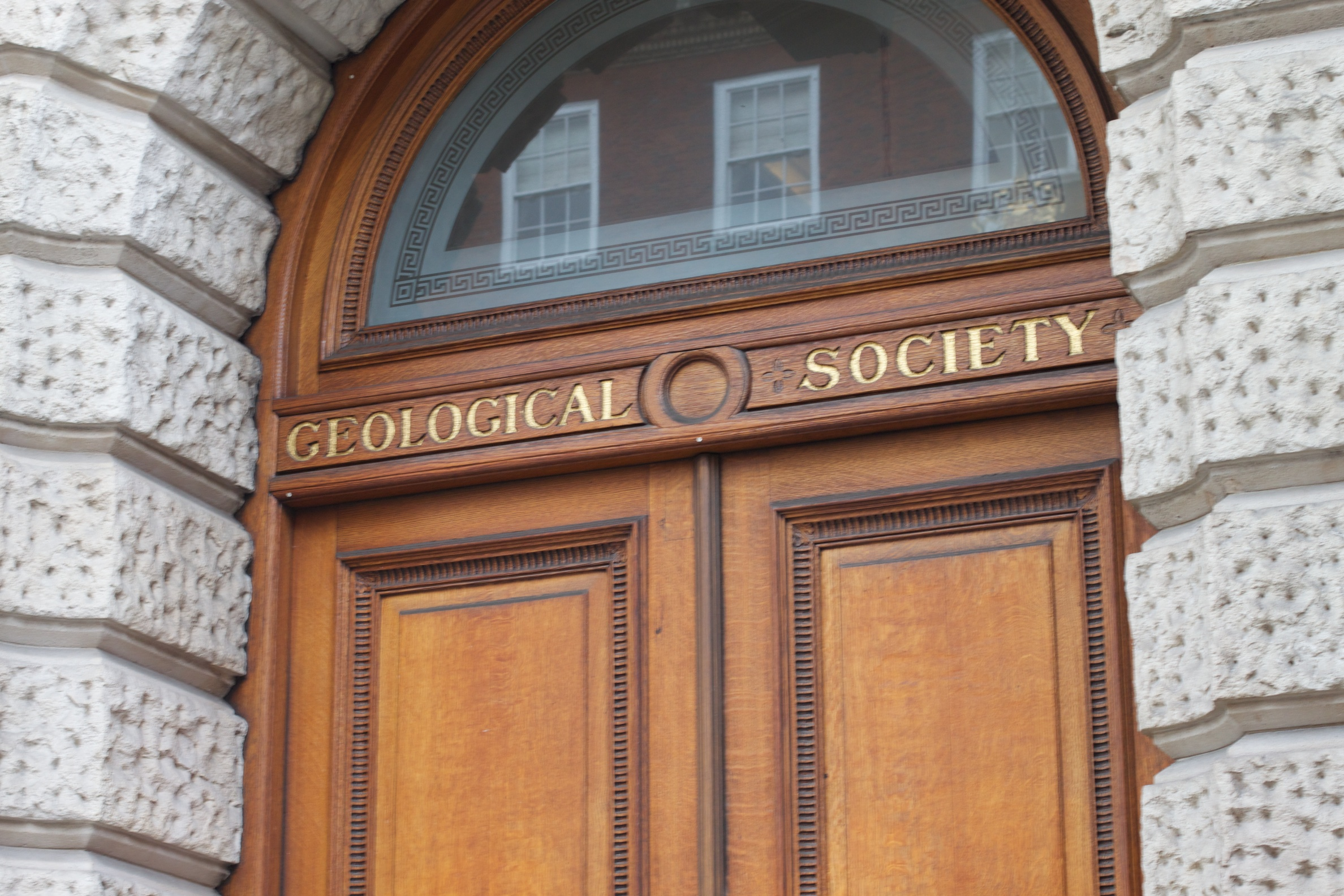
Entrada da Sociedade Geológica de Londres

A Sociedade Geológica de Londres (em inglês:  Geological Society of London) é uma sociedade científica sediada em Londres, Inglaterra, que tem como finalidade o "estudo da estrutura mineral da Terra". É a sociedade geológica mais antiga do mundo.
A sociedade, parcialmente baseada na "Sociedade Askesiana", foi fundada em 1807. Entre seus membros fundadores estão, entre outros, William Babington, Humphry Davy e George Greenough. Recebeu a licença real em 1805 de Jorge IV. 
Em 1831 foi estebelecido uma recompensa anual, para os pesquisadores que tem contribuído para o conhecimento científico no campo da geologia, a Medalha Wollaston. Esta foi a primeira medalha concedida pela Sociedade. Em 2006, foi concedida para James Lovelock, o co-criador da chamada "Gaia Hypothesis".
Desde 1874 a sede da Sociedade está situada na "Burlington House", Piccadilly Circus, Londres. 

## Medalhas concedidas pela sociedade
- Medalha Wollaston
- Medalha Lyell
- Medalha Murchison
- Medalha Prestwich
- Medalha William Smith
- Medalha Aberconway
- Medalha Major John Sacheverell A'Deane Coke
- Medalha Major Edward D'Ewes Fitzgerald Coke
- Medalha Sue Tyler Friedman
- Medalha Bigsby